# Hot Tub Time Machine 2
Hot Tub Time Machine 2 is een Amerikaanse sciencefictionkomedie uit 2015 in een regie van Steve Pink. Hoofdrollen worden gespeeld door Rob Corddry, Craig Robinson, Clark Duke, Adam Scott, Chevy Chase en Gillian Jacobs. Het is het vervolg van de film Hot Tub Time Machine. 

## Verhaal
Lou en Nick zijn multimiljonair geworden. Tijdens een verjaardagsfeest wordt Lou vermoord. Jacob en Nick leggen hem in het warmwaterbad om terug te keren in de tijd zodat ze de moordenaar kunnen achterhalen. Ze belanden echter tien jaar in de toekomst.
Lou verdenkt Gary van de moord, maar dat blijkt niet te kloppen. De volgende dag wonen ze de opname bij van een televisieshow waar Nick met behulp van virtual reality gemeenschap moet hebben met een andere man. Ook Lou wordt verplicht om deel te nemen, maar hij gebruikt zijn "levenslijn" om zichzelf en Adam te verwisselen. Jacob wil zelfmoord plegen, maar Lou kan hem op andere gedachten brengen.
Nadat Brad in een nieuwsbericht aankondigt dat hij nitrotinadium heeft uitgevonden, wordt hij van de moord verdacht. Deze stof is namelijk het actieve bestanddeel van het warmwaterbad. Jacob achterhaalt dat Brad de stof heeft uitgevonden nadat Lou hierover had gesproken. Niet veel later steelt Adam de stof om terug te keren in de tijd. Daarop merkt Jacob op dat de chemische stof nu ook in het verleden bestaat en Adam wellicht de moordenaar is. Ze keren terug naar hun eigenlijke tijdlijn om Adam tegen te houden.
Desondanks wordt Lou toch neergeschoten door een alternatieve versie van zichzelf. Het tijdreizen heeft ervoor gezorgd dat er meerdere Lous rondlopen die elkaar willen uitmoorden.
In de aftiteling reizen de mannen met het warmwaterbad naar diverse historische hoogtepunten om de geschiedenis aan te passen.

### Ontvangst
De film werd slecht onthaald door critici. Zij zijn van mening dat er overdreven en onnodige kinderlijke grappen in zitten.

## Nominaties in prijzen
De film is genomineerd voor een Golden Raspberry Award in de categorie "Worst Prequel, Remake, Rip-off or Sequel" (slechtste prequel, remake, imititie of vervolg)